# John Wayne Glover
John Wayne Glover (Midlands, Engeland, 26 november 1932 - 9 september 2005) was een Australische seriemoordenaar. Hij bekende de moorden op zes oudere vrouwen in Sydney - wat hem de bijnaam The Granny Killer opleverde - en werd veroordeeld tot een levenslange gevangenisstraf. Glover wordt tevens The Monster of Mosman genoemd.
Hoewel Glover in Engeland geboren werd, emigreerde hij in 1956 naar Australië. Een psychiater zal later verklaren dat hij een monster - maar niet gek - is geworden in zijn jeugd, vanwege een grote opgebouwde vijandigheid jegens zijn moeder en schoonmoeder. Glover hing zichzelf op in zijn cel op 9 september 2005 en overleed daaraan.

## Slachtoffers
- Gwendoline Mitchelhill (82) - Glover slaat Mitchelhill op 1 maart 1989 verschillende keren met een hamer op haar achterhoofd en ribben. Ze overlijdt in het ziekenhuis.
- Winfreda Ashton (84) - Glover slaat Ashton 9 mei 1989 eerst met zijn hamer op het hoofd, waarna hij haar met haar hoofd verschillende keren op het trottoir beukt. Zodra Ashton haar bewustzijn verliest, wurgt hij haar met haar panty.
- Margaret Pahud (85) - Glover slaat Pahud op 2 november 1989 de hersenen in met een stomp voorwerp.
- Olive Cleveland (81) - Nog geen 24 uur na de moord op Pahud, doodt hij Cleveland door haar verschillende keren met haar hoofd op het trottoir te slaan en haar vervolgens te wurgen met haar panty.
- Muriel Falconer (92) - Glover slaat op 23 november 1989 Falconer net zo lang met zijn hamer op haar hoofd totdat ze het bewustzijn verliest. Daarna wurgt hij haar met haar panty.
- Joan Sinclair (60) - Glover slaat Sinclair, met wie hij een relatie heeft, het hoofd in en wurgt haar met haar panty.

## Arrestatie
Glovers arrestatie volgt meteen op zijn laatste moord. De politie houdt hem in de gaten wanneer hij het huis van Sinclair binnengaat, omdat hij in het profiel past dat verschillende slachtoffers van zijn mindere ernstige misdaden van hem schetsten. Wanneer Glover acht uur later nog altijd niet opnieuw verschenen is en er ook geen beweging lijkt te zijn in het huis, gaat de politie naar binnen. Daar vinden ze zijn bebloede hamer, Sinclair met een panty om haar nek en ingeslagen hersenpan en Glover buiten bewustzijn in de badkuip, met een doorgesneden pols.
Hij bekent de moorden, maar verklaart voor de rechter dat hij die pleegde in minder toerekeningvatbare staat. De jury wil daar gezien het verloop van zijn misdaden niets van weten en ook zijn strafblad en reputatie van een 'laffe, gewelddadige dief' werkt niet in zijn voordeel.